# Уссама Дарфалу
Уссама Дарфалу (араб. أسامة درفلو‎, нар. 23 вересня 1993, Мена) — алжирський футболіст, нападник клубу «УСМ Алжир».
Виступав, зокрема, за клуб «РК Арбаа», а також олімпійську збірну Алжиру.

## Клубна кар'єра
У дорослому футболі дебютував 2014 року виступами за команду клубу «РК Арбаа», в якій провів один сезон, взявши участь у 30 матчах чемпіонату. Більшість часу, проведеного у складі, був основним гравцем атакувальної ланки команди.
До складу клубу «УСМ Алжир» приєднався 2015 року. Відтоді встиг відіграти за команду з Алжира 24 матчі в національному чемпіонаті.

## Виступи за збірну
2016 року захищав кольори олімпійської збірної Алжиру. У складі цієї команди провів 3 матчі. У складі збірної — учасник футбольного турніру на Олімпійських іграх 2016 року у Ріо-де-Жанейро.

## Досягнення
«УСМ Алжир»
- Чемпіон Алжиру (1): 2015-16
- Володар Суперкубка Алжиру (1): 2016